# Siegfried Kaidel
Siegfried Kaidel (* 21. März 1951 in Schweinfurt) war von 2008 bis 2021 der Vorsitzende des Deutschen Ruderverbands (DRV).
Kaidel wurde 2008 als Nachfolger von Helmut Griep zum Vorsitzenden des DRV gewählt und jeweils 2010, 2012, 2014, 2016 und 2018 für eine weitere zweijährige Amtszeit wiedergewählt. Bevor er von den Delegierten auf den Posten des Vorsitzenden gewählt wurde, war er bereits von 2001 bis 2007 als stellvertretender Vorsitzender und Schatzmeister für das Präsidium des DRV tätig.
Von 1999 bis 2007 war Kaidel bereits Präsident des Bayerischen Ruderverbandes, gleichzeitig ist er seit 1997 Vorsitzender des Schweinfurter Ruder-Club Franken von 1882. 2014 wurde Siegfried Kaidel für 4 Jahre zum Sprecher der olympischen und nichtolympischen Spitzenverbände beim DOSB gewählt. Er war damit satzungsgemäß Mitglied des Aufsichtsrates der NADA.
Geboren und aufgewachsen in Schweinfurt, kam Kaidel bereits früh durch seinen Vater, den Ruderer Willi „Bubi“ Kaidel zum Rudersport. 1964 wurde er Mitglied im Schweinfurter Ruder-Club Franken von 1882 und engagierte sich neben seiner sportlichen Karriere bereits früh auch ehrenamtlich. Zu seinen sportlichen Erfolgen zählen der Titel des Deutschen Vizemeisters, der 5. Platz bei den Internationalen Deutschen Meisterschaften und die Goldmedaille bei der FISA Master Regatta. Neben seiner aktiven Karriere als Ruderer war Kaidel auch 12 Jahre als Trainer tätig und ist seit 30 Jahren Nationaler Schiedsrichter.
2018 wurde er für sein außergewöhnliches Engagement im Rudersport seit rund vier Jahrzehnten mit dem Bundesverdienstkreuz ausgezeichnet.
Siegfried Kaidel wurde auf dem 65. Deutschen Rudertag im Oktober 2021 in Schweinfurt durch IOC-Präsident Thomas Bach verabschiedet.